# NHK 뉴스 오하이요 야마가타
NHK 뉴스 오하이요 야마가타(NHKニュースおはようやまがた)은 NHK 야마가타 방송국에서 제작되어 방송되고 있는 아침 로컬 뉴스 프로그램이다.

## 방송 시간
- 월 ~ 금 오전 7시 45분 ~ 8시(15분)